# Rick Mora
Rick Mora (22 gennaio 1971) è un attore statunitense.

## Filmografia
- Twilight, regia di Catherine Hardwicke (2008)
- Big Money Rustlas, regia di Paul Andresen (2010)
- Deadliest Warrior - programma televisivo (2011)
- Yellow Rock (2012)
- Savaged, regia di Michael S. Ojeda (2013)
- Lockhart (2013)